# Instituto de Gestão do Património Arquitectónico e Arqueológico
Das Instituto de Gestão do Património Arquitectónico e Arqueológico, Instituto Público (IGESPAR), deutsch „Institut zur Verwaltung des archäologischen und architektonischen Kulturerbes, Nationales Institut“, war eine portugiesische Behörde, die von 2007 bis 2011 bestand. Sie nahm die Aufgaben einer Denkmalbehörde wahr, die inzwischen von der Nachfolgebehörde (Direção Geral do Património Cultural) übernommen worden sind.

## Geschichte

### Neugründung
Im Rahmen eines Programmes zur Restrukturierung der zentralen Verwaltung des Staates (PRACE) beschloss die Regierung unter Premierminister Sócrates die Zusammenführung der bisher für den Denkmalschutz zuständigen Behörde Instituto Português do Património Arquitectónico (IPPAR) mit dem Nationalen Archäologischen Institut (Instituto Português de Arqueologia, IPA) und Teilen der Generaldirektion der Nationaldenkmäler (Direcção-Geral dos Edifícios e Monumentos Nacionais, DEMN) zum neu gegründeten Instituto de Gestão do Património Arquitectónico e Arqueológico, IP. Die Neustrukturierung erfolgte 2007/2008.
Laut Gesetz sollte das IGESPAR „für die Verwaltung, den Schutz, die Konservierung und Wertschätzung der Güter verantwortlich sein, die durch ihre historische, künstlerische, landschaftliche, wissenschaftliche, soziale und technische Bedeutung einen Bestandteil des architektonischen und archäologischen Kulturerbes darstellen.“
Im Zuge der Neustrukturierung der Denkmalfachaufgaben unterstanden dem IGESPAR unter anderem direkt die Portugiesische Nationalbibliothek (Biblioteca Nacional de Portugal), die Generaldirektion der Künste (Direcção-Geral dos Artes) und die Generalinspektion für Kulturelle Aktivitäten (Inspecção-Geral das Actividades Culturais), zudem wurden dem IGESPAR auch das Portugiesische Kinomuseum (A Cinemateca – Museu do Cinema, IP), das Kino- und Audivisionsinstitut (Instituto do Cinema e do Audiovisual, IP) und das Institut für Museen und Konservierung (Instituto dos Museus e da Conservação, IP) angegliedert.

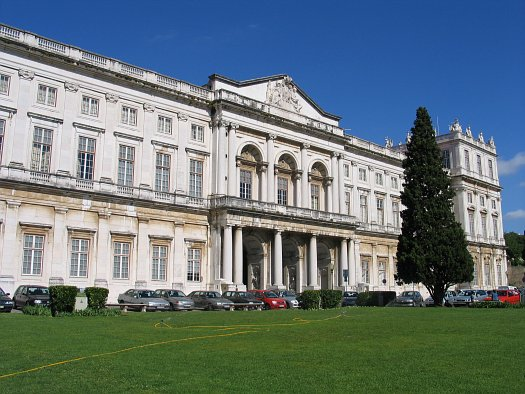
Der Palácio Nacional da Ajuda war Sitz des IGESPAR und ist auch der Sitz der Nachfolgebehörde Direção Geral do Património Cultural (DGPC)

Sitz des IGESPAR war der Palácio Nacional da Ajuda, in dem auch bereits die Vorgängerbehörde IPPAR beheimatet war.

### Erneute Umstrukturierung
2011 kündigte die Regierung unter Pedro Passos Coelho im Rahmen des Gesetzespakets Plano de Redução e Melhoria da Administração Central do Estado (Plan zur Reduzierung und Verbesserung der zentralen Staatsverwaltung; PREMAC) eine erneute Umstrukturierung an, um die Aufgaben- und Organisationsstruktur in dem Bereich zu straffen. Im Zuge dessen ging das IGESPAR gemeinsam mit dem Instituto dos Museus e da Conservação (IMC) und der regionalen Direcção Regional de Cultura de Lisboa e Vale do Tejo in die neue Direção Geral do Património Cultural (DGPC) auf.